# Асланян, Нубар Левонович
Нубар Левонович Асланян (арм. Նուբար Լևոնի Ասլանյան) (род. 12 ноября 1931, Каир) ― советский и армянский врач, биохимик, доктор медицинских наук (1969), профессор (1971).

## Биография
Нубар Асланян родился 12 ноября 1931 года в городе Каир, Египет. 
Учился в Каирском национальное училище Галустяна. В 1947 году вместе с родителями переехал в СССР, в Ереван. В 1948 году поступил в Ереванский государственный медицинский институт, после окончания которого работал в Апаранском районе Армянской ССР заведующим участком. 
Затем поступил в аспирантуру и в 1960 году защитил кандидатскую диссертацию, получив ученую степень кандидата медицинских наук. С 1961 года Асланян работал в Институте кардиологии имени Левона Оганесяна. 
В 1969 году защитил докторскую диссертацию на соискание учёной степени доктора медицинских наук. В 1971 году ему присвоено учёное звание профессора.
С 1971 по 1988 год был главным специалистом лаборатории Минздрава Армянской ССР. С 1992 года преподавал профессором на кафедры биохимии Ереванского мединститута, затем стал основателем и руководителем кафедры клинической биохимии ЕГМИ.

## Научная деятельность
Профессор Нубар Асланян написал более 500 научных трудов. Разработал новый метод исследования электролитного гомеостаза при гипертонической болезни.